# Mesopediasia
Mesopediasia is een geslacht van vlinders van de familie grasmotten (Crambidae).

## Soorten
- M. hemixanthellus Hampson, 1896
- M. psyche Bleszynski, 1963